# 2475 Semenov
2475 Semenov (1972 TF2) là một tiểu hành tinh vành đai chính được phát hiện ngày 8 tháng 10 năm 1972 bởi L. Zhuravleva ở Nauchnyj.